# COVID-19 og graviditet
Sammenhængen mellem COVID-19 og graviditet – eller effekten af en COVID-19-infektion på graviditet – er ikke helt kendt på grund af manglen på pålidelige data.
Hvis der er øget risiko for gravide kvinder og fostre, har det hidtil ikke været let at fastslå (sep./okt. 2020).
Forudsigelser baseret på lignende infektioner som SARS og MERS antyder, at gravide kvinder har en øget risiko for alvorlig infektion, men resultater fra undersøgelser til dato (sep./okt. 2020) viser, at kliniske egenskaber ved COVID-19 lungebetændelse hos gravide kvinder lignede dem rapporteret fra ikke-gravide voksne.
I maj 2020 var der ingen data, der tydede på en øget risiko for abort på grund af COVID-19, og studier for SARS og MERS viser ikke et forhold mellem infektion og abort eller tab i andet trimester.
I April 2020 var det endnu uklart, om tilstande der opstår under graviditet – herunder graviditetsdiabetes, hjertesvigt, trombofili (hyperkoagulabilitet) og hypertension – kan udgøre yderligere risikofaktorer for gravide kvinder i forhold til ikke-gravide kvinder. Fra de begrænsede tilgængelige data forekommer lodret transmission (mor til baby) i tredje trimester sandsynligvis ikke eller forekommer kun meget sjældent. Der var endnu ingen data om tidlig graviditet.
De fleste gravide der smittes, får et mildt forløb, men enkelte bliver svært syge. I Danmark i perioden juni-november 2020 døde ét barn under graviditeten eller kort efter fødslen mens moderen var smittet med coronavirus. 8 gravide blev svært syge med coronavirus. I samme periode i 2021 døde 11 børn mens moderen var smittet med delta-varianten under graviditeten. 31 gravide blev svært syge, heraf 29 uden vaccine. I November 2021 var 57% af gravide vaccinerede.
Den 21. juli 2021 anbefalede Sundhedsstyrelsen at gravide vaccineres, og at sikkerheden er den samme som for ikke-gravide.